# Maria Teresa Matas Miralles
Maria Teresa Matas Miralles (Tortosa, 1947) és una pintora i escultura catalana de formació autodidacta.

## Biografia
Filla de l'oficial Rafael Matas Jaume i Joana Miralles Zaragoza, viu a Mallorca des del seu naixement. Va néixer per atzar a Tortosa, quan sa mare hi era de pas, quan anava a Càdis, on son pare estudiava a l'Acadèmia de Suboficials. Està casada amb Miquel Bestard Parets, batle de Marratxí.
Va començar dibuixant i pintant el que tenia al seu voltanta a final dels anys setanta. Als anys vuitanta va començar a cercar altres tècniques per expressar-se. Es va presentar a diversos certàmens de pintura a les Illes Balears, i hi va obtenir entre d'altres la Medalla d'Honor del Saló de Primavera de l'Ateneu de Maó l'any 1987. Ha donat classes de dibuix i pintura.
Va tenir el seu estudi durant vint anys (1985-2005) en unes habitacions que les monges Agustines Germanes de l'Empar li van cedir al llur antic convent des Pla de na Tesa, que elles havien abandonat. L'any 1989 va entrar a formar part dels artistes d'una galeria de Palma amb la qual va treballar durant dotze anys. A mitjan dels anys noranta va fer les seves primeres escultures. Aleshores es va engegar per crear un centre d'exposicions a S'Escorxador de Marratxí. Ha estat jurat en el Certamen de Pintura de Marratxí en diverses ocasions.
És una artista en constant evolució. Li agrada experimentar amb tècniques i materials. A les seves darreres obres explora la identitat femenina i denuncia i desmitifica convencions socials i tòpics culturals lligats a les dones. Una mostra d'aquest tipus d'obres són les seves instal·lacions com Núm. 55 baixos. Hi representa inspirant-se en el mite de la caverna, el confinament de la dona i denuncia la violència domèstica. Fa servir l'art per acusar l'opressió de les dones i defendre llur llibertat.
Va exposar a galeries de Mallorca i areu al món. Destaquen exposicions al Museu d'Art de Girona, Kunstmuseum de Bonn, Es Baluard Museu d'Art Modern i Contemporani de Palma i Summerlee Museum a Escòcia. Ha representat l'art balear a fires de caràcter internacional com ARCO, Arte-América, Art Miami, Art Frankfurt i moltes d'altres. Ha il·lustrat portades de revista i llibres com Reivindicació de Jane de Joan Miquel Lladó i Vòmit de María José Corominas.
L'any 1997 va fer donació (juntament amb l'empresari Joan Seguí), de la instal·lació del grup d'escultures 5+2 que es va col·locar a la plaça de l'Església de Sant Marçal de Marratxí.
El 2005 va rebre el Premi Ramon Llull, atorgat pel Govern Balear. Des de desembre 2021 és presidenta honorària de l'Associació d'Artistes Visuals de les Balears.